# Deadheads (Film)
DeadHeads ist eine amerikanische Zombiekomödie aus dem Jahr 2011.

## Handlung
Mike erwacht eines Nachts und muss feststellen, dass er nicht nur von Zombies umgeben ist, sondern auch selbst einer ist. Im Gegensatz zu den meisten anderen Zombies kann er jedoch reden und seine Gier nach Menschenfleisch unter Kontrolle halten. Nach kurzer Zeit trifft er mit Brent einen zweiten intelligenten Zombie. Dieser überredet ihn, sich auf die Suche nach seiner Freundin Ellie zu machen, der er unmittelbar vor seinem Ableben vor drei Jahren einen Heiratsantrag machen wollte. Zusammen mit dem nicht-intelligenten Zombie Cheese machen sie sich auf den Weg. Dabei werden sie von Thomas und seinen Gehilfen gejagt, die von nicht näher spezifizierten Regierungsstellen dazu beauftragt wurden.
Auf dem Weg werden sie von Cliff mitgenommen, der die Asche seiner verstorbenen Frau im Lake Michigan verstreuen möchte. Als sie nach Cliffs Ableben in Mikes Heimatstadt ankommen, stellt sich heraus, dass Ellie Mike unmittelbar vor seinem Ableben verlassen hat. Darüber hinaus ist Mike gestorben, weil er von Ellies Vater erschossen und einem Militärexperiment zugeführt wurde. Die Situation spitzt sich immer weiter zu, bis schließlich alle beteiligten Personen vor dem Haus von Ellies Vater zusammenkommen, wo Mike ihr seine Liebe gesteht.

## Kritiken
„‚DeadHeads‘ besitzt im Kern eine fantastische Idee, die jedoch von den Regisseuren Brett Pierce und Drew T. Pierce nur halbgar umgesetzt wurde. So offenbart der Anfang ein spannendes Konzept, welches sich inhaltlich allerdings als sehr Ideenarm präsentiert. Was bleibt ist ein sehr kurzweiliger Zombie-Spaß mit auseinanderfallenden Hauptdarstellern, die stupide wie hirnlos quer durch die USA reisen, nur um den Sinn ihres, mittlerweile toten, Lebens zu finden. Für Fans interessant, alle anderen greifen lieber gleich zu den Klassikern.“

„Erinnert ein bisschen an Filme wie A little bit Zombie oder Die Nacht der Lebenden Loser. Durchaus witzige Zombiekomödie. Bietet aber auch nicht wirklich viel, was man noch nicht gesehen hätte.“

„Romantisches Zombie-Komödien-Roadmovie mit ein paar neuen Ideen. Genrefreunde kommen hier auf ihre Kosten.“